# Quiina nitens
Quiina nitens är en tvåhjärtbladig växtart som beskrevs av Macbride. Quiina nitens ingår i släktet Quiina och familjen Ochnaceae. Inga underarter finns listade i Catalogue of Life.